# فراری پورتوفینو
فراری پورتوفینو (به انگلیسی: Ferrari Portofino) یک خودروی اسپورت جی‌تی است که توسط شرکت ایتالیایی فراری تولید می‌شود. نام این خودرو از کومونه پورتوفینو گرفته شده‌است. این خودرو یک مدل ۲+۲ سقف سخت کروکی است. این خودرو به‌طور رسمی جانشین فراری کالیفرنیا تی است و برای بار نخست در نمایشگاه خودروی فرانکفورت ۲۰۱۷ از آن پرده برداری شد.

## موتورها
| مدل       | سال(ها) | مدل/کد                                                             | قدرت، دور بر دقیقه |
| --------- | ------- | ------------------------------------------------------------------ | --- |
| پورتوفینو | ۲۰۱۸–   | ۳٬۸۵۵ سانتی‌متر مکعب (۲۳۵٫۲ اینچ مکعب) وی۸ توئین توربو (اف۱۵۴ ئی‌بی) | ۵۹۲ اسب بخار متری (۴۳۵ کیلووات؛ ۵۸۴ اسب بخار ترمز) در ۷۵۰۰ دور بر دقیقه، ۷۶۲ نیوتن متر (۵۶۲ فوت-پوند) در ۳۰۰۰ دور بر دقیقه |